# Parc de poche

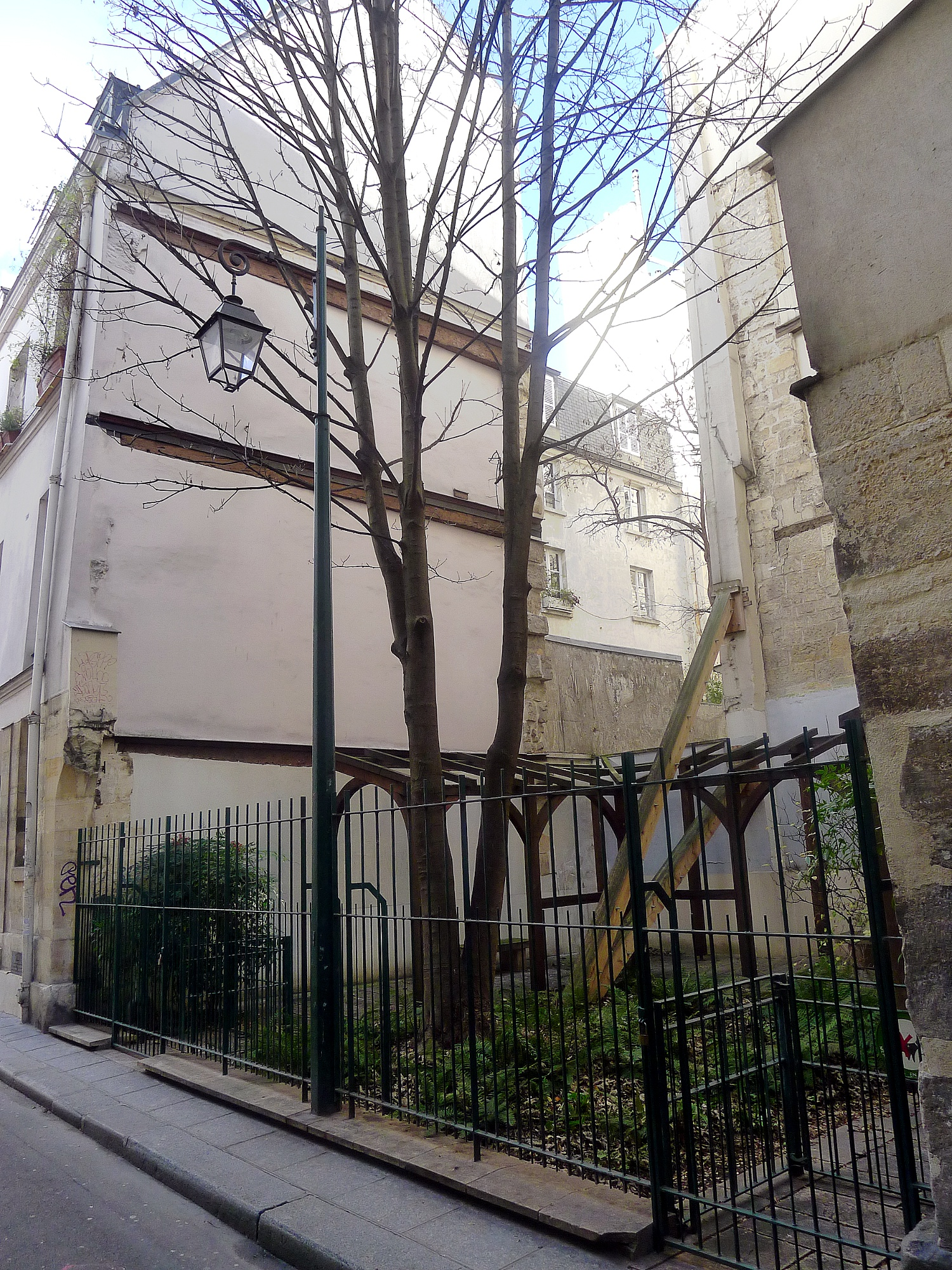
Le jardin Alice-Saunier-Seïté, le plus petit parc de Paris, mesurant 80 m2,.

Un parc de poche ou mini-parc est un petit espace vert ouvert au public.

## Caractéristiques
Le parc de poche (ou mini-parc) est un espace ouvert urbain de très petite dimension (le Grand Londres, par exemple, leur donne une taille maximale de 4 000 m2).
Ce type de parc est fréquemment créé sur une parcelle vacante ou sur de petits terrains irréguliers. Ils peuvent être créés comme éléments d'espace public requis dans des projets de construction plus grands, ou autour d'un monument, d'un lieu historique ou d'une œuvre d'art. S'ils sont trop petits pour permettre des activités physiques importantes, les parcs de poche fournissent un espace de végétation, un lieu où s'assoir à l'extérieur et parfois un terrain de jeux pour enfants.
Dans les zones fortement urbanisées, particulièrement en centre-ville où le prix des terrains est élevé, les parcs de poche peuvent être la seule option pour créer un nouvel espace public sans rénovation à grande échelle. Ils font souvent partie d'une opération de renouvellement urbain et fournissent des zones où la vie sauvage, tels que des oiseaux, peuvent s'installer. À la différence de parcs plus grands, les parcs de poche peuvent être conçus pour être clos et fermés quand ils ne sont pas utilisés.
Des parcs de petite taille peuvent augmenter la valeur des habitations proches. Une étude conduite à Greenville indique que « les petits et moyens parcs entretenus de façon attractive ont une influence positive sur la valeur des propriétés voisines ».

## Exemples

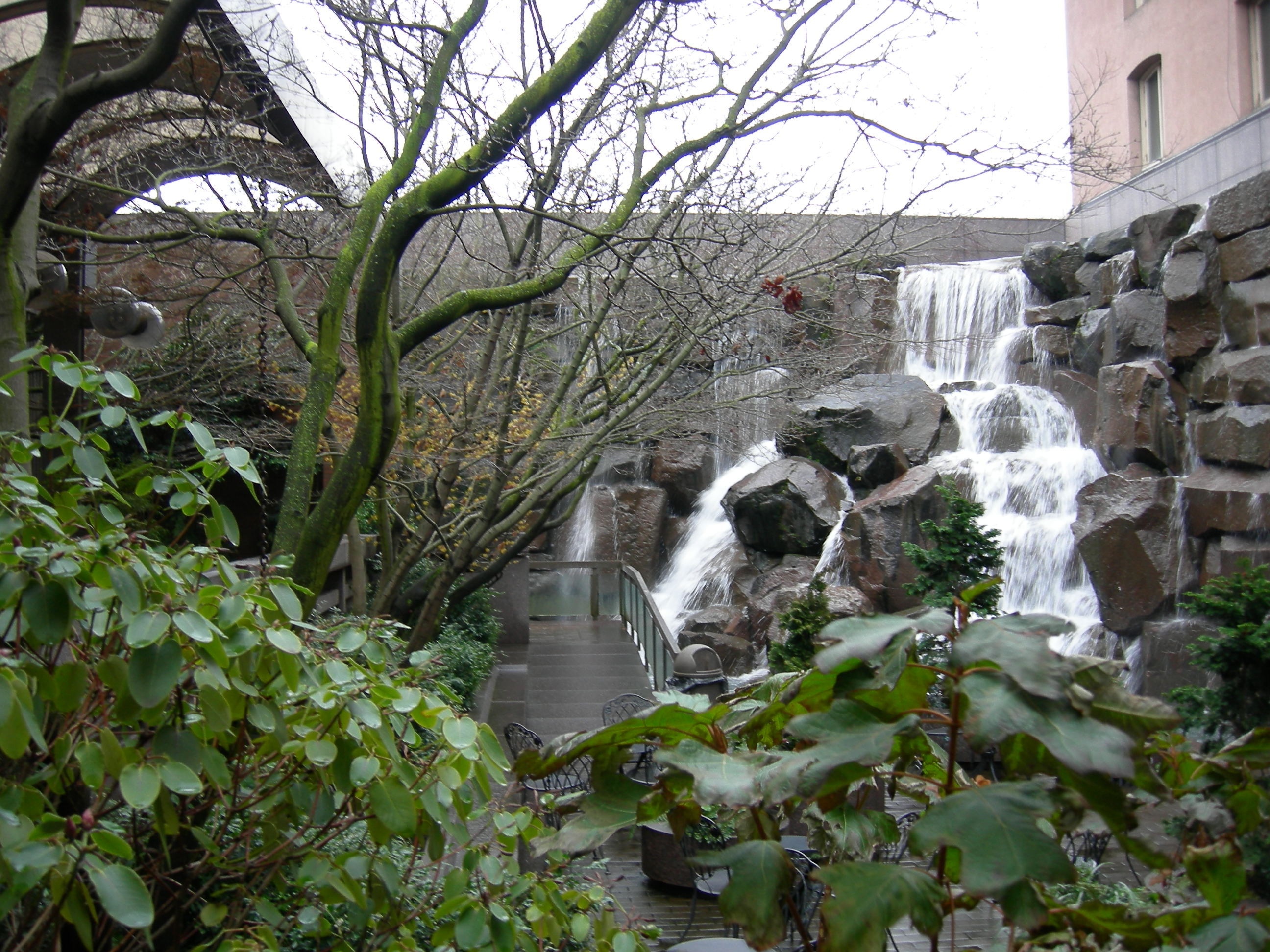
Waterfall Garden Park, Pioneer Square (Seattle).

- En 1984 en Angleterre, un projet vise à impliquer la communauté locale dans la création de petits parcs ; il conduit à la création de plusieurs parcs de poche dans le Northamptonshire[6] et est plus tard développé par la Countryside Commission (en) en les projets Millennium Green (en) et Doorstep Green (en).
- À Columbus aux États-Unis, le Polaris Founder's Park (en) est ouvert en 2011 autour d'une sculpture cinétique.
- À Grand Sudbury au Canada, un parc de poche est créé en 2012 pour compléter une nouvelle section du sentier Transcanadien[7].

Parcs de poche
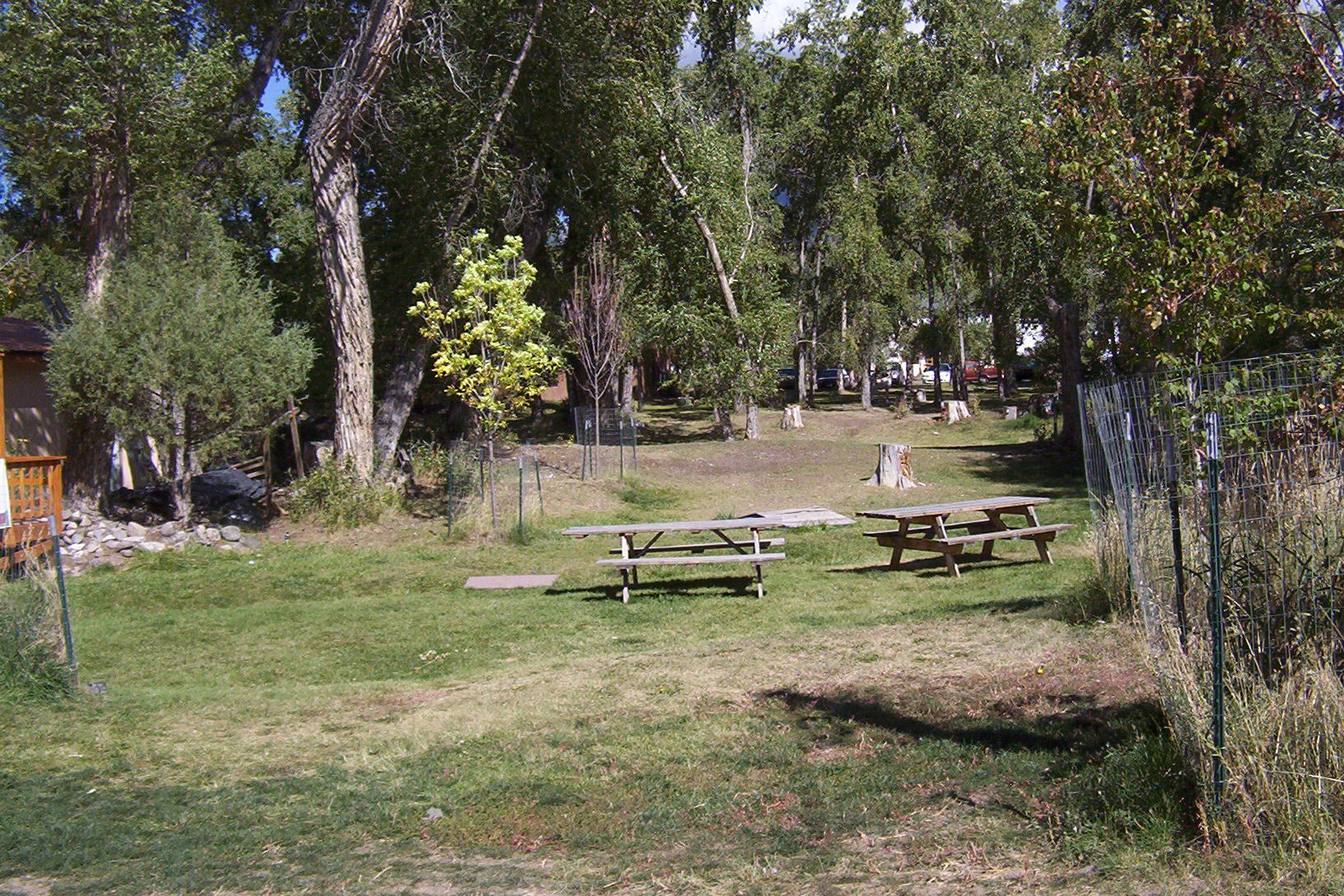
Little Pearl Park (Crestone).
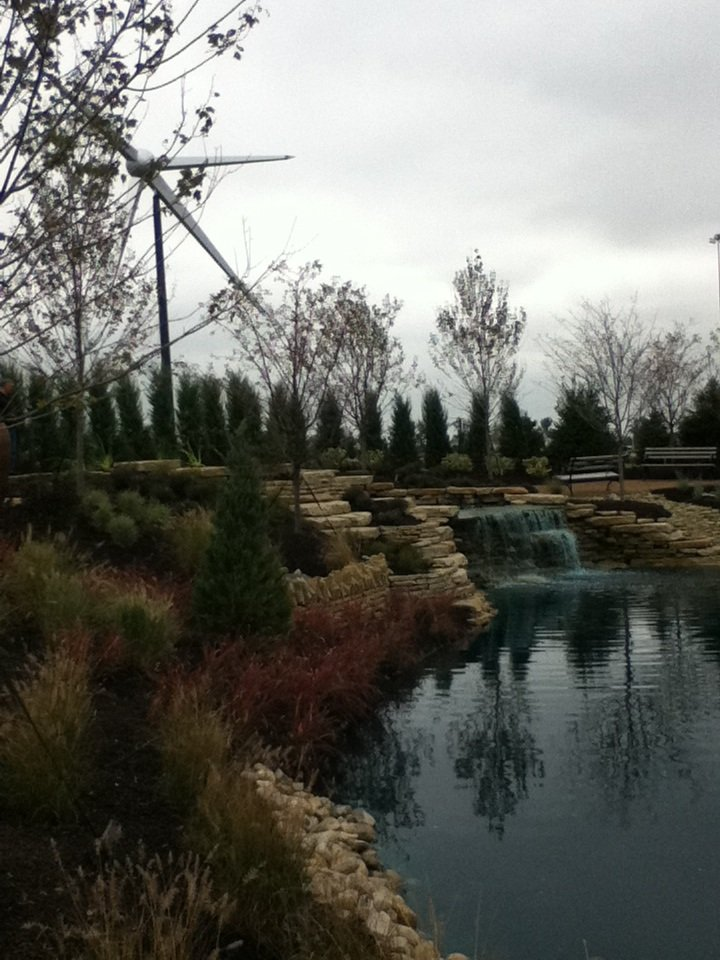
Founders Park (Columbus).
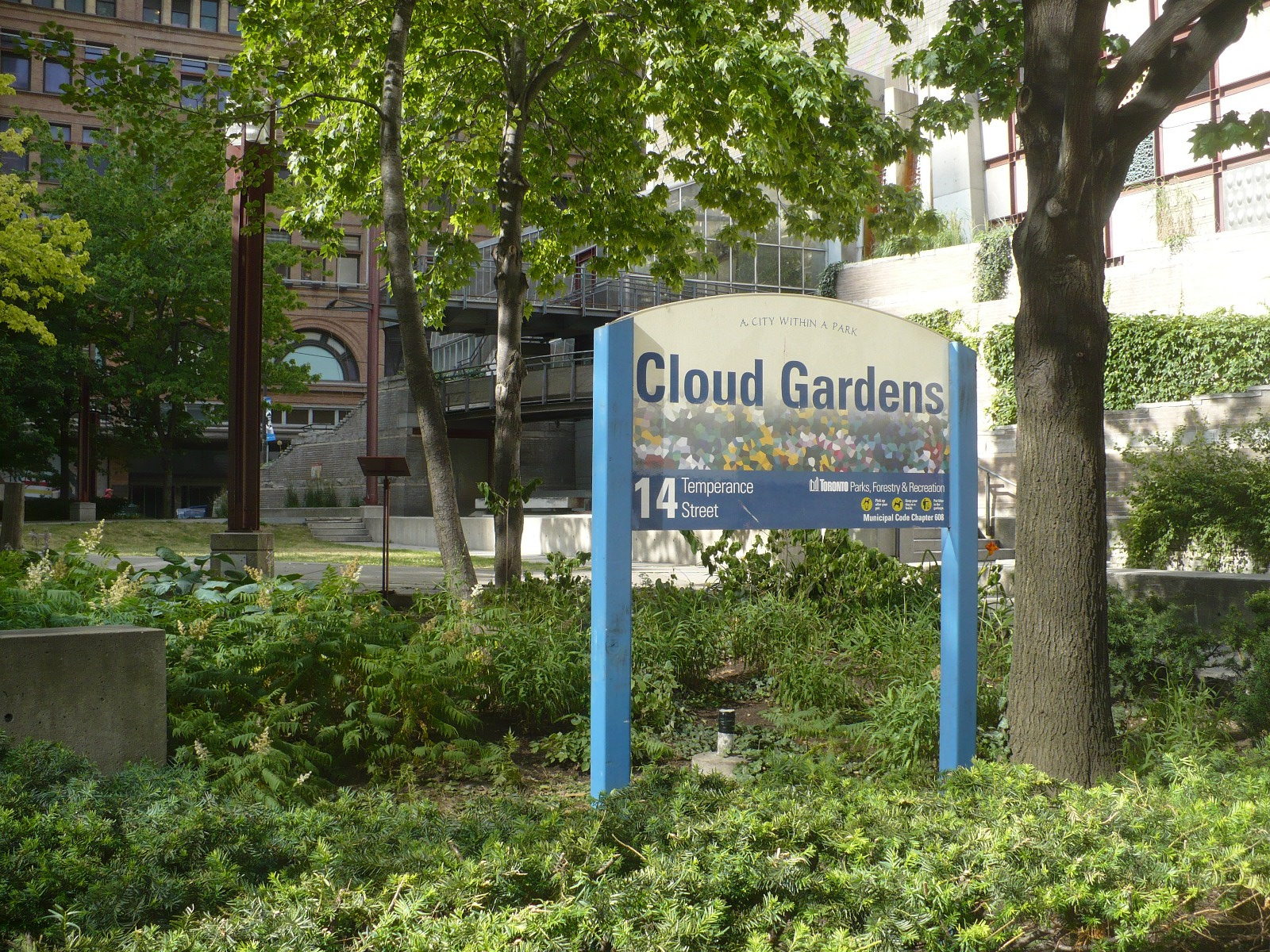
Cloud Gardens (Toronto).